# Civil War (film)
Civil War – amerykańsko-brytyjski dystopijny film wojenny z 2024 roku, nakręcony przez reżysera i scenarzystę Alexa Garlanda.
Zdjęcia kręcono w Atlancie oraz Londynie. 
Premiera filmu odbyła się 14 marca 2024 na festiwalu South by Southwest, a do dystrybucji kinowej w Polsce i USA obraz wszedł 12 kwietnia 2024.

## Opis fabuły
W niedalekiej przyszłości Stany Zjednoczone zostają pochłonięte krwawą wojną domową. Fotoreporterka Lee (Dunst), jej kolega Joel (Moura) i ich mentor Sammy (Henderson) wyruszają w stronę Waszyngtonu. Ich celem jest przeprowadzenie ostatniego wywiadu z Prezydentem (Offerman) przed 4 lipca, dniem w którym Zachodnie Siły Teksasu i Kalifornii przeprowadzą szturm na stolicę. Do grupy przyłącza się Jessie (Spaeny), młoda dziennikarka, która planuje pójść w ślady Lee i stać się sławną reporterką wojenną.

## Obsada
- Kirsten Dunst jako Lee
- Wagner Moura jako Joel
- Cailee Spaeny jako Jessie
- Stephen McKinley Henderson jako Sammy
- Nick Offerman jako Prezydent Stanów Zjednoczonych
- Sonoya Mizuno jako Anya
- Jesse Plemons jako żołnierz